# Nicola Basta
Nicola Basta, detto anche Nicolino e talvolta indicato come Nicola Basti (San Nicola dell'Alto, 1767 – Parigi, 1843), è stato un filologo e scrittore italiano di etnia arbëreshe, autore del Dizionario italiano-francese pubblicato in seguito dal linguista Francesco Alberti di Villanova.
Particolarmente erudito, ebbe anche modo di conoscere ed apprezzare diversi letterati e bibliofili del suo tempo come Luigi Angeloni, Niccolò Giosafatte Biagioli, Carlo Botta, Urbano Lampredi, Guglielmo Pepe, Giuseppe Sabatini, Saverio Scrofani, Gaspare Selvaggi, Filippo Ugoni e molti altri.

## Biografia
(Niccolò Tommaseo)
Nicola Basta nacque a San Nicola dell'Alto, paese di origini arbëreshë dell'allora Calabria Citeriore (oggi in provincia di Crotone), da famiglia agiata; suo zio era il giureconsulto Giuseppe Basta.
Avviatosi agli studi in giurisprudenza, fece parte di una loggia bruzia e si recò in seguito a Napoli per perfezionare i suoi studi.
Nel 1791 entrò nell'Accademia di Scienza e Poesia fondata da Antonio Jerocades, Giuseppe Abbamonti e Dionigi Pipino, altresì denominata La scuola pitagorica o di Capodimonte, dove conobbe Domenico Bisceglia.
Nel 1794 Basta dovette rispondere di un'accusa rivoltagli a suo tempo da Annibale Giordano, con tanto di deferimento depositato presso la Giunta di Stato, del reato di congiura giacobina, che gli fece ottenere l'arresto nonché l'inserimento del suo nominativo nella citazione ad convalidandum dell'8 marzo 1797; rilasciato il 25 luglio 1798, cambiò successivamente il suo cognome in Basti.
Nel corso degli eventi relativi alla Repubblica Napoletana del 1799, fu dapprima capo di burò del Ministero delle Finanze del Regno di Napoli e, in seguito alla restaurazione, venne condannato all'esilio e si rifugiò a Parigi, dove trovò lavoro come insegnante di lingua e letteratura italiana e dove rimarrà per il resto della sua vita, stabilendosi al n. 1 Rue du Faubourg Poissonnière nel X arrondissement, non lontano dai Grands Boulevards. Ebbe modo di fare ritorno a Napoli, ma solo per brevi periodi, tra il 1813 e il 1828.
Dal 1832 collaborò per il giornale di letteratura italiana L'Esule (in francese Exilé) insieme ad altri esuli italiani come Terenzio Mamiani della Rovere, Piero Maroncelli, Giuseppe Mazzini e il conte Carlo Pepoli; inoltre collaborò, insieme a Giuseppe Filippo Barberi e Antonio Cerati, alla stesura del vocabolario Grand Dictionnaire Français-Italien et Italien-Français, Redigé sur un plan entièrement nouveau par J. Philippe Barberi, continué et terminé par MM. Basti et Cerati, tomo I, Partie française-italienne, edito a Parigi da Jules Renouard et Cie nel 1838. L'anno successivo ne uscì la versione in lingua italiana dal titolo Gran Dizionario Italiano-Francese e Francese-Italiano. Con disegno del tutto nuovo compilato da Nicola Basti e A. Ceruti, tomo II, Parte italiana-francese. L'opera in sé ebbe molto successo tra gli studiosi, tant'è che quest'ultima face apportare diversi emendamenti al più noto Vocabolario della Crusca.
Nicola Basta si spense a Parigi, in condizioni assai indigenti, nel 1843.

## Opere
- Grand Dictionnaire Français-Italien et Italien-Français, Redigé sur un plan entièrement nouveau par J. Philippe Barberi, continué et terminé par MM. Basti et Cerati, 1838;
- Gran Dizionario Italiano-Francese e Francese-Italiano. Con disegno del tutto nuovo compilato da Nicola Basti e A. Ceruti, 1839;
- Notizie sulla vita di Acton scritte da N.B., monografia inedita.